# Пежини-Малі
Пежини-Малі (пол. Pierzyny Małe) — село в Польщі, у гміні Келчиглув Паєнчанського повіту Лодзинського воєводства.
Населення — 210 осіб (2011).
У 1975-1998 роках село належало до Серадзького воєводства.

## Демографія
Демографічна структура станом на 31 березня 2011 року:
|          | Загалом | Допрацездатний вік | Працездатний вік | Постпрацездатний вік |
| -------- | ------- | ------------------ | ---------------- | -------------------- |
| Чоловіки | 103     | 22                 | 58               | 23                   |
| Жінки    | 107     | 25                 | 49               | 33                   |
| Разом    | 210     | 47                 | 107              | 56                   |